# Culex isabelae
Culex isabelae är en tvåvingeart som beskrevs av Duret 1968. Culex isabelae ingår i släktet Culex och familjen stickmyggor. Inga underarter finns listade i Catalogue of Life.